# Lijst van voetbalinterlands Australië - Rusland (vrouwen)
Deze lijst van voetbalinterlands is een overzicht van alle officiële voetbalinterlands tussen de nationale vrouwenteams van Australië en Rusland. De landen hebben tot nu toe zes keer tegen elkaar gespeeld.

## Wedstrijden
| № | Plaats    | Datum             | Competitie        | Wedstrijd           | Uitslag |
| - | --------- | ----------------- | ----------------- | ------------------- | ------- |
| 1 | Brisbane  | 20 april 1994     | Vriendschappelijk | Australië − Rusland | 1 − 2   |
| 2 | Southport | 23 april 1994     | Vriendschappelijk | Australië − Rusland | 1 − 1   |
| 3 | Samara    | 12 augustus 1994  | Vriendschappelijk | Rusland − Australië | 0 − 3   |
| 4 | Cary      | 6 oktober 2002    | Vriendschappelijk | Australië − Rusland | 2 − 0   |
| 5 | Carson    | 21 september 2003 | WK 2003           | Australië − Rusland | 1 − 2   |
| 6 | Quanzhou  | 1 februari 2005   | Vriendschappelijk | Rusland − Australië | 0 − 5   |

## Samenvatting
| Competitie        | Totaal gespeeld | Winst Australië | Gelijk | Winst Rusland | Doelsaldo Australië – Rusland |
| ----------------- | --------------- | --------------- | ------ | ------------- | ----------------------------- |
| WK-eindronde      | 1               | 0               | 0      | 1             | 1 − 2                         |
| Vriendschappelijk | 5               | 3               | 1      | 1             | 12 − 3                        |
| Totaal            | 6               | 3               | 1      | 2             | 13 − 5                        |

FFA · A-internationals · Australisch mannenelftal
1975 – 1989 · 1990 – 1999 · 2000 – 2009 · 2010 – 2019 · 2020 – 2029
Amerikaans-Samoa ·
Argentinië ·
België ·
Brazilië ·
Canada ·
Chili ·
China ·
Colombia ·
Cookeilanden ·
Denemarken ·
Duitsland ·
Engeland ·
Equatoriaal-Guinea ·
Estland ·
Fiji ·
Filipijnen ·
Finland ·
Frankrijk ·
Ghana ·
Griekenland ·
Haïti ·
Hongarije ·
Hongkong ·
Ierland ·
Indonesië ·
Iran ·
Italië ·
Jamaica ·
Japan ·
Jordanië ·
Maleisië ·
Mexico ·
Myanmar ·
Nederland ·
Nieuw-Caledonië ·
Nieuw-Zeeland ·
Nigeria ·
Noord-Korea ·
Noorwegen ·
Oezbekistan ·
Oostenrijk ·
Papoea-Nieuw-Guinea ·
Portugal ·
Rusland ·
Samoa ·
Schotland ·
Singapore ·
Spanje ·
Taiwan ·
Thailand ·
Tsjechië ·
Verenigde Staten ·
Vietnam ·
Zambia ·
Zimbabwe ·
Zuid-Afrika ·
Zuid-Korea ·
Zweden ·
Zwitserland